# Protestwähler
Als Protestwähler werden solche Wähler bezeichnet, deren Stimmabgabe aus einer politischen Unzufriedenheit heraus als Zeichen des Protestes abgegeben wird.
Das Phänomen des Protestwählers ist methodisch schwer zu fassen, da der Protest nicht artikuliert wird und deshalb nur indirekt aus einer Wahlanalyse erschlossen werden kann. Dabei bleibt zunächst unklar, ob die Wahlentscheidung des Bürgers für Parteien am linken oder rechten Rand des Parteienspektrums aus Protest oder aus Überzeugung geschah.

## Zur Wahlentscheidung
Protestwähler gelten nach herkömmlicher Meinung als mehrheitlich nicht ideologisch festgelegt. Ihre Wahlpräferenz schwanke zwischen links- und rechtspopulistischen Parteien sowie der Nichtwahl. Dementsprechend werden unter den Protestwählern viele Wechselwähler verortet. Umstritten ist, inwieweit Wähler der Grünen in den 1980er Jahren, der PDS/Linken oder der Piratenpartei als Protestwähler zu bezeichnen sind.
Franz Urban Pappi beschrieb den Typus des rationalen Protestwählers. Dieser steht in der Regel eher den Volksparteien näher, wählt aber eine kleine radikale Partei, die keine realistische Machtaussicht hat, um die großen Parteien zu einer Änderung ihrer Politik zu zwingen. Die Nichtwahl kann eine abgeschwächte Variante dieser Haltung sein.
Detaillierte Befragungen über die Motive und Absichten von Wählern ergaben, dass die meisten Wähler von Parteien an den Rändern des Parteiensystems durchaus eine gewisse Parteibindung aufweisen oder die Partei aufgrund bestimmter Politikfelder wählen. Weniger als ein Drittel der Befragten gab dagegen Unzufriedenheit mit den etablierten Parteien und deren Spitzenkandidaten als Grund seiner Wahlentscheidung an. Wähler von Kleinparteien, auch von solchen an den Rändern, generell als Protestwähler einzustufen, ist demnach zu undifferenziert.
Je bedeutender eine Wahl ist, desto geringer fallen tendenziell die Anteile der Protestwähler aus. So gelang bis zur Wahl 2017 noch nie bei einer Bundestagswahl einer rechtsradikalen oder rechtsextremen Partei der Sprung über die Fünf-Prozent-Hürde, während bei Landtagswahlen mehrfach der Einzug in die Parlamente gelang (NPD, REP, DVU). Als Ursache wird ein höherer Respekt vor solchen Wahlen angenommen.